# Franco Ferrini
Pour les articles homonymes, voir Ferrini.
Franco Ferrini, né le 5 janvier 1944 à La Spezia dans la province du même nom dans la région de la Ligurie en Italie, est un réalisateur et un scénariste italien. Il est notamment connu pour sa participation à l'écriture du scénario du film Il était une fois en Amérique (Once Upon a Time in America) de Sergio Leone et pour ses nombreuses collaborations avec le réalisateur Dario Argento.

## Biographie
Franco Ferrini fait ses premiers pas comme scénariste en 1976 avec le film policier MKS... 118 (Poliziotti violenti) de Michele Massimo Tarantini. À ses débuts, il travaille régulièrement avec Enrico Oldoini, scénariste originaire comme lui de La Spezia et qui devient par la suite réalisateur. Ferrini signe notamment seul ou à plusieurs mains des scénarios pour Maurizio Ponzi, Pasquale Festa Campanile, Nanni Loy, Sergio Corbucci ou Francesco Massaro ainsi que quelques œuvres pour la télévision.
En 1984, sa carrière prend une nouvelle dimension quand il est crédité au générique du film Il était une fois en Amérique (Once Upon a Time in America) de Sergio Leone. Il travaille la même année sur le giallo Phenomena de Dario Argento, réalisation qui marque le début d'une fructueuse collaboration entre les deux hommes.
En 1985, il écrit avec Argento, Lamberto Bava et Dardano Sacchetti le scénario du film Démons (Dèmoni) et est à nouveau présent lors de l'écriture de sa suite, nommé Démons 2 (Dèmoni 2 - L'incubo ritorna). Ces deux films sont réalisés par Bava.
En 1987, il s'essaie à la réalisation avec le thriller Caramelle da uno sconosciuto. Ce film raconte l'histoire d'un tueur en série sévissant dans le milieu de la prostitution romaine. Malgré une belle distribution composée des actrices Barbara De Rossi, Athina Cenci, Marina Suma, Mara Venier, Anna Galiena, Laura Betti, Antonella Ponziani et de la jeune Sabrina Ferilli, le film ne remporte pas le succès escompté et Ferrini retourne à l'écriture.
Il poursuit sa collaboration avec Argento et signe pour d'autres réalisateurs de nombreux films policiers et thrillers, ainsi que des comédies, comme le film à sketch I mostri oggi d'Enrico Oldoini.

## Filmographie

### Comme réalisateur

#### Au cinéma
- 1987 : Caramelle da uno sconosciuto

### Comme scénariste

#### Au cinéma
- 1976 : MKS... 118 (Poliziotti violenti) de Michele Massimo Tarantini
- 1978 : Énigme rouge (Enigma rosso) d'Alberto Negrin
- 1980 : La Cigale (La Cicala) d'Alberto Lattuada
- 1981 : Personne... n'est parfait ! (Nessuno è perfetto) de Pasquale Festa Campanile
- 1982 : Io, Chiara e lo scuro de Maurizio Ponzi
- 1982 : Invitation au voyage (Invito al viaggio) de Peter Del Monte
- 1982 : Testa o croce de Nanni Loy
- 1983 : Bingo Bongo de Pasquale Festa Campanile
- 1983 : Acqua e Sapone de Carlo Verdone
- 1983 : Sing Sing de Sergio Corbucci
- 1983 : Son contento de Maurizio Ponzi
- 1983 : Al bar dello sport de Francesco Massaro
- 1984 : Aurora (Qualcosa di biondo) de Maurizio Ponzi
- 1984 : Domani mi sposo de Francesco Massaro
- 1984 : Phenomena de Dario Argento
- 1984 : Il était une fois en Amérique (Once Upon a Time in America) de Sergio Leone
- 1985 : Sotto il vestito niente de Carlo Vanzina
- 1985 : Démons (Dèmoni) de Lamberto Bava
- 1986 : Démons 2 (Dèmoni 2 - L'incubo ritorna) de Lamberto Bava
- 1986 : Une épine dans le cœur (Una spina nel cuore) d'Alberto Lattuada
- 1987 : Opéra de Dario Argento
- 1987 : Caramelle da uno sconosciuto
- 1987 : Ti presento un'amica de Francesco Massaro
- 1988 : Delitti e profumi de Vittorio De Sisti
- 1988 : Qualcuno in ascolto de Faliero Rosati
- 1989 : Étoile de Peter Del Monte
- 1989 : Sanctuaire (La chiesa) de Michele Soavi
- 1990 : Deux yeux maléfiques (segment Le Chat noir) (Due occhi diabolici) de Dario Argento
- 1990 : Vacanze di Natale '90 d'Enrico Oldoini
- 1993 : Anche i commercialisti hanno un'anima de Maurizio Ponzi
- 1993 : Trauma de Dario Argento
- 1994 : Poliziotti de Giulio Base
- 1996 : Squillo de Carlo Vanzina
- 1996 : Fratelli coltelli de Maurizio Ponzi
- 1996 : Le Syndrome de Stendhal (La sindrome di Stendhal) de Dario Argento
- 1996 : Racket de Luigi Perelli
- 1997 : Altri uomini de Claudio Bonivento
- 1998 : Un bugiardo in paradiso d'Enrico Oldoini
- 2001 : Le Sang des innocents (Non ho sonno) de Dario Argento
- 2004 : Card Player (Il Cartaio ) de Dario Argento
- 2004 : Vanille et chocolat (Vaniglia e cioccolato) de Ciro Ippolito
- 2004 : Occhi di cristallo d'Eros Puglielli
- 2005 : Hanging shadows perspective on italian horror cinema de Paolo Fazzini
- 2006 : Arrivederci amore, ciao de Michele Soavi
- 2008 : Carnera - The Walking Mountain de Renzo Martinelli
- 2008 : Amore che vieni, amore che vai de Daniele Costantini
- 2009 : I mostri oggi d'Enrico Oldoini
- 2011 : Sotto il vestito niente - L'ultima sfilata de Carlo Vanzina
- 2022 : Lunettes noires (Occhiali neri) de Dario Argento

#### À la télévision

##### Téléfilms
- 1981 : Il fascino dell'insolito: la strada al chiaro di luna de Massimo Manuelli
- 1981 : Turno di notte de Paolo Poeti (it)
- 1998 : Nero come il cuore de Maurizio Ponzi
- 1998 : Cronaca nera de Gianluigi Calderone
- 1998 : Come quando fuori piove de Bruno Gaburro
- 2004 : Vite a perdere de Paolo Bianchini
- 2005 : Aimez-vous Hitchcock ? (Ti Piace Hitchcock ?) de Dario Argento
- 2008 : Io ti assolvo de Monica Vullo (it)

##### Séries télévisées
- 1983 : Quer pasticciaccio brutto de via Merulana de Piero Schivazappa
- 2004 : Benedetti dal Signore
- 2004 : O la va, o la spacca de Francesco Massaro
- 2007 : Il giudice Mastrangelo d'Enrico Oldoini

### Comme acteur

#### Au cinéma
- 1972 : Les Pages galantes et scandaleuses (Le notti peccaminose di Pietro l'Aretino) de Manlio Scarpelli
- 1981 : Chambre d'hôtel (Camera d'albergo) de Mario Monicelli
- 2023 : Dario Argento Panico de Simone Scafidi